# ボー・ニッカル
ボー・ニッカル（Bo Nickal、1996年1月14日 - ）は、アメリカ合衆国の男性総合格闘家、レスリング選手。コロラド州ライフル出身。アメリカン・トップチーム所属。

## 来歴

### レスリング
幼少期にレスリングを始める。中学2年生の時に高校の代表チームに選出され、ニューメキシコ州選手権で準優勝した。アレン高校時代には1年生時にテキサス州選手権で準優勝、2年生以降のテキサス州選手権では全て優勝した。3年生時にはカデット選手権で5位となる。高校時代の通算成績は183勝（131フォール勝ち）7敗で、全米9位にランクされた。ペンシルベニア州立大学時代には2017年、2018年、2019年のNCAAディビジョン1レスリング選手権で優勝し、オールアメリカンに4度選出された。4年生時には全米選手権で優勝し、アメリカ代表としてU-23レスリング世界選手権の92kg級に出場し優勝した。2021年4月、東京オリンピックの代表選考会に参加したが、86kg級の決勝で後の東京オリンピック金メダリストデビッド・テイラーに0–4、0–6のポイントで2度敗れオリンピック出場とはならなかった。

### 総合格闘技
2022年6月3日、ホルヘ・マスヴィダルが主宰するiKON FC 3でプロ総合格闘技デビュー戦を行い、開始33秒のKO勝ちを収めた。
2022年8月9日、Dana White's Contender Series 49でザカリー・ボヘーゴと対戦し、リアネイキドチョークで1R一本勝ち。同年9月27日、Dana White's Contender Series 56でドノバン・ビアードと対戦し、開始52秒に三角絞めで一本勝ちを収め、UFCとの契約権を獲得した。

#### UFC
2023年3月4日、UFC初参戦となったUFC 285でジェイミー・ピケットと対戦し、肩固めで1R一本勝ち。パフォーマンス・オブ・ザ・ナイトを受賞した。

## 戦績
| 総合格闘技 戦績 | 総合格闘技 戦績 | 総合格闘技 戦績 | 総合格闘技 戦績 | 総合格闘技 戦績 | 総合格闘技 戦績 | 総合格闘技 戦績 |
| --------------- | --------------- | --------------- | --------------- | --------------- | --------------- | --------------- |
| 8 試合          | (T)KO           | 一本            | 判定            | その他          | 引き分け        | 無効試合        |
| 7 勝            | 2               | 4               | 1               | 0               | 0               | 0               |
| 1 敗            | 1               | 0               | 0               | 0               | 0               | 0               |

| 勝敗 | 対戦相手               | 試合結果                          | 大会名                                   | 開催年月日     |
| ×    | ライニアー・デ・リダー | 2R 1:53 TKO（ボディへの左膝蹴り） | UFC on ESPN 67: Sandhagen vs. Figueiredo | 2025年5月3日   |
| ○    | ポール・クレイグ       | 5分3R終了 判定3-0                 | UFC 309: Jones vs. Miocic                | 2024年11月16日 |
| ○    | コーディ・ブランデージ | 2R 3:38 リアネイキドチョーク      | UFC 300: Pereira vs. Hill                | 2024年4月13日  |
| ○    | バル・ウッドバーン     | 1R 0:38 TKO（左アッパー）         | UFC 290: Volkanovski vs. Rodríguez       | 2023年7月9日   |
| ○    | ジェイミー・ピケット   | 1R 2:54 肩固め                    | UFC 285: Jones vs. Gane                  | 2023年3月4日   |
| ○    | ドノバン・ビアード     | 1R 0:52 三角絞め                  | Dana White's Contender Series 56         | 2022年9月27日  |
| ○    | ザカリー・ボヘーゴ     | 1R 1:02 リアネイキドチョーク      | Dana White's Contender Series 49         | 2022年8月9日   |
| ○    | ジョン・ノーランド     | 1R 0:33 KO（右フック）            | iKON FC 3                                | 2022年6月3日   |

## 表彰
- UFC パフォーマンス・オブ・ザ・ナイト（1回）